# Comuna Cervonoivanivka, Krînîcikî
Cervonoivanivka (în ucraineană Червоноіванівка) este o comună în raionul Krînîcikî, regiunea Dnipropetrovsk, Ucraina, formată din satele Cervonoivanivka (reședința), Korobciîne și Kozodub.

## Demografie
Componența lingvistică a satului Cervonoivanivka
     Ucraineană (91,17%)
     Rusă (6,51%)
     Alte limbi (1,67%)
Conform recensământului din 2001, majoritatea populației satului Cervonoivanivka era vorbitoare de ucraineană (91,17%), existând în minoritate și vorbitori de rusă (6,51%).